# M25モーターウェイ
M25 モーターウェイ (M25 motorway) またはロンドン・オービタル (London Orbital) は、イギリスおよびイングランドの首都ロンドン（グレーター・ロンドン）の周囲を繋ぐ総延長117-マイル (188 km)の環状高速道路。20世紀初頭には最初の構想が練られていたが、現実に最初の区間が開通したのは1975年で、全開通したのは1986年のことである。M25は世界最長の環状道路の一つで、かつモーターウェイ網において最も混雑し交通渋滞が発生しやすい区間の一つである。ヒースロー空港付近では一日当たり196,000台の交通量が記録されている。8車線（片側4車線）への拡張計画が存在したが、コストの高騰により2009年に規模が縮小された。また、欧州自動車道路のE15号線およびE30号線の一部でもある。

## 概要

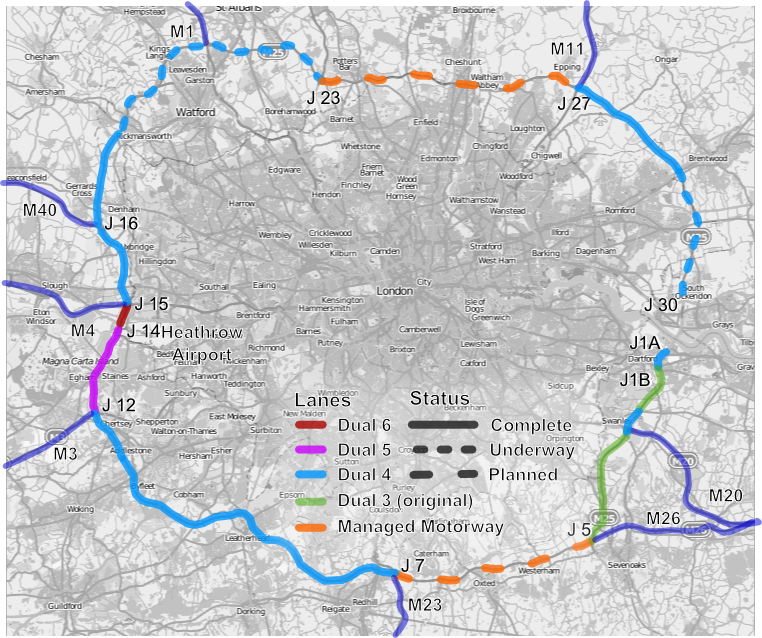
M25の道路幅（車線数）と建設進捗状況を示した地図（2009年11月現在）

当初は中央分離帯を挟んで片側3車線の高速道路として計画・建設されたが、ほとんどの区間は後に拡幅され、4車線の道路に置き換えられた。さらに、ジャンクション12から14までの区間は片側5車線に、ジャンクション14から15までは6車線にそれぞれ拡幅されている。他の区間についても、高速道路の維持・管理に関する計画の中で、更なる拡幅が進行中である。
M25は連続した環状線ではない。ロンドンの東部、サロックとダートフォードの中間にはテムズ川を渡るために有料の一般道区間となるA282がある。この2本のトンネルとQE2 (クイーン・エリザベス2世) 橋から成るダートフォード・クロッシングは、Canterbury Way（カンタベリー・ウェー）の異名をとる。橋を渡るかトンネルを抜ける当区間の通行には、各々の車種に応じた通行料の支払いが必要である。仮にこの区間を高速道路に編入すると、ウーリッジ・フェリー以東でテムズ川を渡る際に当該道路の通行を許可されないあらゆる交通（歩行者や自転車等）を止めてしまうことになる為、現状では一般道として管理されている。
Sevenoaks付近のジャンクション5では、進行方向によらず環状線上の走行を続けるドライバーは必ずランプを通行しなければならない。反時計回りの車線は、M26を経由してM20に接続し、東の方へ延びている。一方の時計回りの車線は、南方の海岸へ至るA21に接続する。
ロンドン中心部からの距離 (チャリング・クロスを基点とする) はポッターズ・バー付近の12マイル (19 km)からバイフリート付近の20マイル (32 km)まで幅がある。一部地域 (インフィールド、ヒリングドン、ハヴァリング) では、M25を基準にして何度かグレーター・ロンドンとの境界を変更している。多くはわずかな変更であるが、エセックスとサリーの境界変更は比較的広範囲に及んだ為、よく知られている。エプソム、ワトフォード、ラフトン等の大きな町は環状線の内側に位置する。ノース・オッケンドンはグレーター・ロンドンで唯一、環状線の外側に位置する地域である。2004年には、世論調査の結果に応じて、グレーター・ロンドンの境界をM25に合わせて再構成し、当該地域を編入することに関する議題がロンドン市議会において上った。"Inside the M25"（M25の内側）および"outside the M25"（M25の外側）あるいは"beyond the M25"（M25の向こう側）という表現はロンドンとその周辺地域について言及する際、口語的に用いられる。2003年通信法では、ロンドン地域の外部で制作されるべきテレビ番組数の比率を定義する際に境界としてM25を使用すると明記している。
北部 (ジャンクション23 サウス・ミムズ)、南東部 (クラッケット・レーン) 、東部 (サロック) の3ヶ所にサービスエリア (SA) が設置されている。2012年にはCobham付近に4つ目のSAを新設予定である
M25の大部分の区間は交通事故防止の為に道路照明が設置されている。現在、照明で照らされる区間は、ダートフォードからジャンクション3、ジャンクション5、ジャンクション6から21aおよびジャンクション23から31である。照明の種類は様々である。多くの区間では現在主流となっている高圧ナトリウム灯 (NH) が使用される一方、一部の区間では旧式の黄色の低圧ナトリウム灯 (NX) が使用されている。このうちジャンクション5、ヒースロー周辺のジャンクションおよびジャンクション27の区間では最近になってNH型照明に更新された。
M25は複数の警察管区を横断しており、ジャンクション1–5間はケント州、6–14間はサリー州 (地理的にはグレーター・ロンドンとバークシャー内)、15–16間はバッキンガムシャー、17–24間はハートフォードシャー、25はグレーター・ロンドン (ハートフォードシャーの州境がジャンクションの北端をかすめる)、26–28間はエセックス、29はグレーター・ロンドン、30–31間はエセックスの警察機関がそれぞれ対応する。これらの高速道路上の交通警察任務はロンドン、テムズ・ヴァレー、エセックス、ケント、ハートフォードシャー、サリーの6つの警察から構成される合同警察隊により実行される。
M25は欧州で最も混雑する高速道路である。2003年には、ジャンクション13と14の間のロンドン・ヒースロー空港付近で196,000台/日の交通量を記録した。